# 7-ма бронетанкова дивізія (США)
7-ма бронетанкова дивізія (США) (англ. 7th Armored Division (United States) — військове з'єднання, бронетанкова дивізія армії США. Дивізія брала участь у бойових діях Другої світової війни.

## Історія
7-ма бронетанкова дивізія розпочала формування 1 березня 1942 року за рахунок підрозділів реорганізованих 3-ї та 5-ї бронетанкових дивізій. 20 вересня 1943 року дивізія завершила доукомплектування до штатного розкладу. Дивізія складалася з Бойових командувань «A», «B» та резервного, 17-го, 31-го та 40-го танкових батальйонів, 23-го, 38-го, 48-го моторизованих батальйонів, 87-го кавалерійського розвідувального ескадрону, артилерійських, інженерних та інших підрозділів підтримки та забезпечення.
13–14 серпня 1944 року 7-ма бронетанкова дивізія висадилася на плацдарми «Омаха» та «Юта», була включена до складу сил 3-ї армії генерал-лейтенанта Джорджа С. Паттона. Перші бої відбулися за французьке місто Шартр. З Шартру дивізія висунулася до Дре, далі до Мелена, де 24 серпня формування дивізії перетнули річку Сену. Потім дивізія здійснила обхід Реймса та звільнила Шато-Тьєррі, а 31 серпня Верден.
В подальшому дивізія вела бої в центральній та східній Франції, вийшла до Мозеля біля Дорно. Підрозділи дивізії допомогли 5-ій піхотній дивізії розширити плацдарм на схід від Арнавіля, на південь від Меца, і 15 вересня основна частина дивізії подолала в цьому районі Мозель. Бої за утримання плацдармів.
25 вересня 1944 року 7-ма бронетанкову дивізію передали 9-ій армії США генерал-лейтенанта Вільяма Гуда Сімпсона. З'єднання здійснило марш до Нідерландів, де воно виконувало завдання щодо захисту правого (східного) флангу коридору, що пробивався в ході операції «Маркет-Гарден». 30 вересня 7-ма бронетанкова дивізія розпочала атаку з півночі на місто Оверлун проти потужної оборони вермахту. Бої за місто відбувалися повільно і, нарешті, почали нагадувати «траншейну» війну часів Першої світової війни. 8 жовтня дивізію замінила під Оверлуном британська 11-та бронетанкова дивізія. Американців передислокували на південь від Оверлуна до Деурна–Верте, до британської 2-ї армії генерал-лейтенанта сера Майлза К. Демпсі.
Наприкінці жовтня американська бронетанкова дивізія вела бої в Нідерландах.
16 грудня 1944 року, коли дивізія готувалася до наступу на землі Німеччини, несподівано для союзників гітлерівці розпочали потужний стратегічний наступ в Арденнах. 7-му дивізію терміново передали в розпорядження командувача 1-ї американської армії генерал-лейтенанта Кортні Ходжеса. Командир дивізії отримав наказ утримувати Сен-Віт, критично важливий комунікаційний центр, вкрай необхідний німцям для продовження наступу на захід. Протягом майже тижня 7-ма бронетехніка, разом з підрозділами 106-ї, 28-ї піхотних та 9-ї бронетанкової дивізії, затятою обороною стримувала значну частину німецьких ударних угруповань, не допускаючи їхнього прориву оборони союзників та виходу на оперативний простір. Лише 23 грудня під тиском переважаючих сил противника американські війська відступили на захід від річки Салм. До кінця грудня дивізія очистила від військ вермахту бельгійське місто Мане, де її замінила 75-та піхотна дивізія. Після короткого відпочинку в січні 1945 року дивізія повернулася на позиції біля Сен-Віта, атакувала і 23 січня 1945 року знову захопила місто.
У лютому 1945 року дивізія увійшла до V корпусу 1-ї армії США, і повернулася до продовження наступу на територію Німеччини. У березні 1945 року 7-ма бронетанкова дивізія брала участь у двох великих наступальних операціях із двотижневим періодом, протягом якого вони встановили та підтримували важливу оборонну позицію. Перший наступ відбувся на початку березня, коли дивізія, як частина III корпусу, прорвалася на схід від річки Рур, щоб встановити оборонну позицію вздовж західного берега Рейну, на південь від Бонна до Ункельбаха. Другий великий прорив розпочався 26 березня, коли дивізія, яка все ще перебувала у III корпусі, взяла участь у масованому наступі бронетанкових військ, призначеному для розбиття тонкої оболонки спротиву німців, що оточували плацдарм Ремагена, і охоплення багатих німецьких сільськогосподарських угідь на схід і північ та оточення Рурського угруповання вермахту в подвійний «мішок».
У квітні 7-ма бронетанкова дивізія завершила свою частину оточення Рурського «мішку» і захопила стратегічно важливу дамбу Едерзе. До початку травня дивізія билася в північній Німеччині до закінчення війни в Європі.